# I Am the Dance Commander + I Command You to Dance: The Remix Album
I Am the Dance Commander + I Command You to Dance: The Remix Album è l'album di remix della cantante statunitense Kesha, che è stato pubblicato il 22 marzo 2011 negli Stati Uniti e in Canada. L'album, la cui pubblicazione è stata annunciata il 23 febbraio 2011, contiene nove remix e una traccia originale cantata live, Fuck Him He's a DJ.

## Tracce
1. Blow (Cirkut Remix) – 4:05 (Kesha Sebert, Lukasz Gottwald, Benjamin Levin, Klas Åhlund, Max Martin, Allan Grigg)
2. The Sleazy Remix (feat. André 3000) – 3:48 (Kesha Sebert, Lukasz Gottwald, Benjamin Levin, Shondrae Crawford, Klas Åhlund)
3. Tik Tok (Untold Remix) – 5:00 (Kesha Sebert, Lukasz Gottwald, Benjamin Levin)
4. Fuck Him He's a DJ (Live) – 3:44 (Kesha Sebert, Tom Neville, Olivia Nervo, Miriam Nervo)
5. Animal (Switch Remix) – 4:25 (Kesha Sebert, Lukasz Gottwald, Greg Kurstin, Pebe Sebert)
6. Your Love Is My Drug (Dave Audé Club Remix) – 7:29 (Kesha Sebert, Pebe Sebert, Joshua Coleman)
7. We R Who We R (Fred Falke Club Remix) – 6:56 (Kesha Sebert, Lukasz Gottwald, Benjamin Levin, Joshua Coleman)
8. Take It Off (Billboard Remix) – 3:38 (Kesha Sebert, Lukasz Gottwald, Claude Kelly)
9. Tik Tok (Chuck Buckett's Veruca Salt Remix) – 3:53 (Kesha Sebert, Lukasz Gottwald, Benjamin Levin)
10. Blah Blah Blah (DJ Skeet Skeet Radio Remix) – 4:02 (Kesha Sebert, Benjamin Levin, Neon Hitch, Sean Foreman)

## Classifiche
| Classifica (2011) | Posizione massima |
| ----------------- | ----------------- |
| Australia         | 46                |
| Canada            | 37                |
| Grecia            | 60                |
| Stati Uniti       | 36                |